# Trachydium vesiculoso-alatum
Trachydium vesiculoso-alatum är en flockblommig växtart som beskrevs av Karl Heinz Rechinger. Trachydium vesiculoso-alatum ingår i släktet Trachydium och familjen flockblommiga växter. Inga underarter finns listade i Catalogue of Life.